# Lodewijk Bruckman
Lodewijk Karel Bruckman (Den Haag, 14 augustus 1903 – Leeuwarden, 24 april 1995) was een Nederlandse kunstschilder.

## Leven en werk
Bruckman werd in 1903 in Den Haag geboren als zoon van de huisschilder Karel Lodewijk Bruckman en Wilhelmina Frederika Hamel. Hij werd samen met zijn tweelingbroer Karel Lodewijk opgeleid aan de Koninklijke Academie van Beeldende Kunsten in Den Haag. Hij was een leerling van Henk Meijer. Na de Tweede Wereldoorlog is hij geruime tijd als kunstschilder werkzaam geweest in Amerika, waar hij schilderde in Canada, de Verenigde Staten, Mexico en Cuba. In 1952 verwierf hij in de Verenigde Staten de J. Porter Brinton Prize. Zijn werk werd zowel in de Verenigde Staten als in Mexico geëxposeerd. Een van zijn werken behoort tot de museale collectie van het Metropolitan Museum of Art in New York. In 1968 keerde hij terug naar Nederland en woonde achtereenvolgens in Wemeldinge, Haarlem, Bellingwedde en Leeuwarden.
De fijnschilder Bruckman schilderde in een magisch realistische stijl. Een voorbeeld daarvan is het portret dat hij in 1940 schilderde van Jane Wichers. Hij schonk delen van zijn werk aan de gemeenten Goes (15 werken) en Bellingwedde (21 werken). In Bellingwedde maken deze werken deel uit van de vaste collectie van het Museum de Oude Wolden.
Bruckman was levenspartner van de acteur Evert Zeeven. Hij overleed in april 1995 op 91-jarige leeftijd in het Sint Anthony Gasthuis in Leeuwarden.

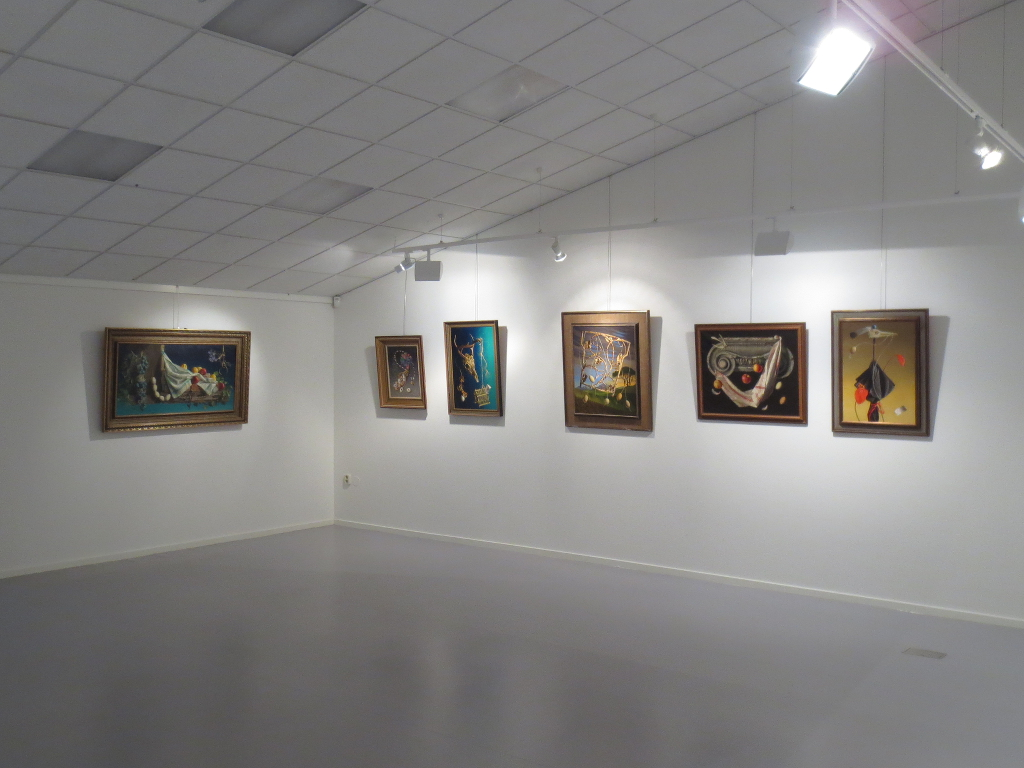